# سیارک ۱۲۰۱۴۱
سیارک ۱۲۰۱۴۱ (به انگلیسی: 120141 Lucaslara، نامگذاری:2003GO21) صد و بیست هزار و صد و چهل و یکمین سیارک کشف شده‌است که در ۷ آوریل ۲۰۰۳ کشف شد.